# Бруйетт, Дэн
Дэнни (Дэн) Рэй Бруйетт (англ. Danny «Dan» Ray Brouillette, род. 18 августа 1962, Пейнкортвилл, Луизиана, США) — американский политик, министр энергетики США (2019—2021).

## Карьера
Окончил университет Мэриленда. Прошёл службу в армии США (1982—1987), служил в знаменитом 11-м механизированном полку (англ. — 11th Armored Cavalry Regiment (Blackhorse Regiment), расквартированном в Форт Ирвин, Калифорния.
В 1989—1997 годах работал помощником по юридическим вопросам члена Палаты представителей Конгресса США республиканца Билли Таузина. В 1997—2000 годах — старший вице-президент компании R. Duffy Wall & Associates.
В 2001—2003 годах при Президенте США Джордже Буше работал заместителем министра энергетики США.
В 2003—2004 годах вернулся на работу в Конгресс, где был руководителем аппарата конгрессмена Билли Таузина и одновременно руководителем аппарата Комитета по вопросам энергетики и торговли Палаты представителей Конгресса США.
В 2004—2006 годах — вице-президент Ford Motor Company, отвечающий за внутреннюю политику компании. По сообщению агентства «Блумберг», в это время Бруйетт был официально зарегистрирован как лоббист и лоббирован интересы «Форда» и последующих частных работодателей в Конгрессе США.
В 2006 был приглашён на должность старшего вице-президента в группу компаний United Services Automobile Association (USAA), предоставляющих финансовые услуги и специализирующихся на работе в основном с военными и членами их семей. Бруйетт вернулся в Техас, где находится штаб-квартира USAA и, как пишет газета Houston Chronicle, вошёл в окружение Рика Перри, который в тот момент баллотировался в губернаторы штата Техас, и «помог собрать десятки тысяч долларов пожертвований для его кампании».
3 апреля 2017 года президент США Дональд Трамп внёс кандидатуру Бруйетта на должность заместителя министра энергетики США, 3 августа 2017 года Сенат США утвердил его в должности; 8 августа 2017 года Бруйетт был приведён к присяге.
18 октября 2019 года президент США Дональд Трамп сообщил, что предложит кандидатуру Бруйетта на должность министра энергетики США вместо Рика Перри. 7 ноября 2019 года кандидатура была официально подана в Сенат США для утверждения.
12 декабря 2019 года Сенат США утвердил Дэна Бруйетта на посту министра энергетики США, за него проголосовали 70 из 100 членов верхней палаты Конгресса США.

## Личная жизнь
Жена — Адриенна Бруйетт, у пары 9 детей (Стивен, Джулия, Даниэлла, Саманта, Катрина, Джеки, Жоэль, Аделаида и Кристофер), которым они дали домашнее образование. Семья проживает в Сан-Антонио, Техас.